# LVS-86
LVS-86（ロシア語: ЛВС-86）は、かつてソビエト連邦（現：ロシア連邦）に存在した輸送用機器メーカーであるレニングラード都市電気車両修理工場（→ペテルブルク路面電車機械工場）が開発した路面電車車両。多数の乗客を一度に輸送可能な連接車として設計され、「71-86」と言う形式番号も付けられている。この項目では、LVS-86を基に作られた他形式の路面電車車両についても解説する。

## 概要
ソビエト連邦（現：ロシア連邦）の大都市であるレニングラード（現：サンクトペテルブルク）を走るレニングラード市電（現：サンクトペテルブルク市電）には、1933年以来地元のレニングラード都市輸送修理工場（→ペテルブルク路面電車機械工場）が製造した大型ボギー車の導入が続き、1960年代以降は総括制御による連結運転が可能なLM-68やLM-68Mの大量生産が行われていた。一方、同年代には市電の利用客が1時間あたり1万人以上に膨れ上がり、より容量の大きい車両が求められるようになった。そのため、1966年にはソビエト連邦の国産路面電車車両としては初の連接車（2車体連接車）となるLVS-66の試作が行われたが、この時点での量産は実施されなかった。
しかし、その後もレニングラード市電の利用客は増加の一途を辿り、ボギー車だけでは捌ききれない状況になっていった。そのため、1980年に再度LVS-80が試作された後、1987年から初の量産車となるLVS-86の生産が開始された。
片運転台の車体の主要構造はLM-68Mを基に設計されており、幌によって覆われた車体間は関節構造によって接続され、下部には主電動機が搭載されていない付随台車が設置されている。一方で両車体の端部には主電動機がある動力台車が存在し、動力は自在継手と二段歯車を介して車軸に伝えられる（垂直カルダン駆動方式）。両開き・折戸式の乗降扉は各車体に2箇所ずつ右側面に設置され、機械式ブレーキや砂撒き装置と共に圧縮空気を用いて可動する仕組みとなっている。電気機器の一部は連接面近くの床上に設置されており、外見上その箇所には窓が設置されていない。

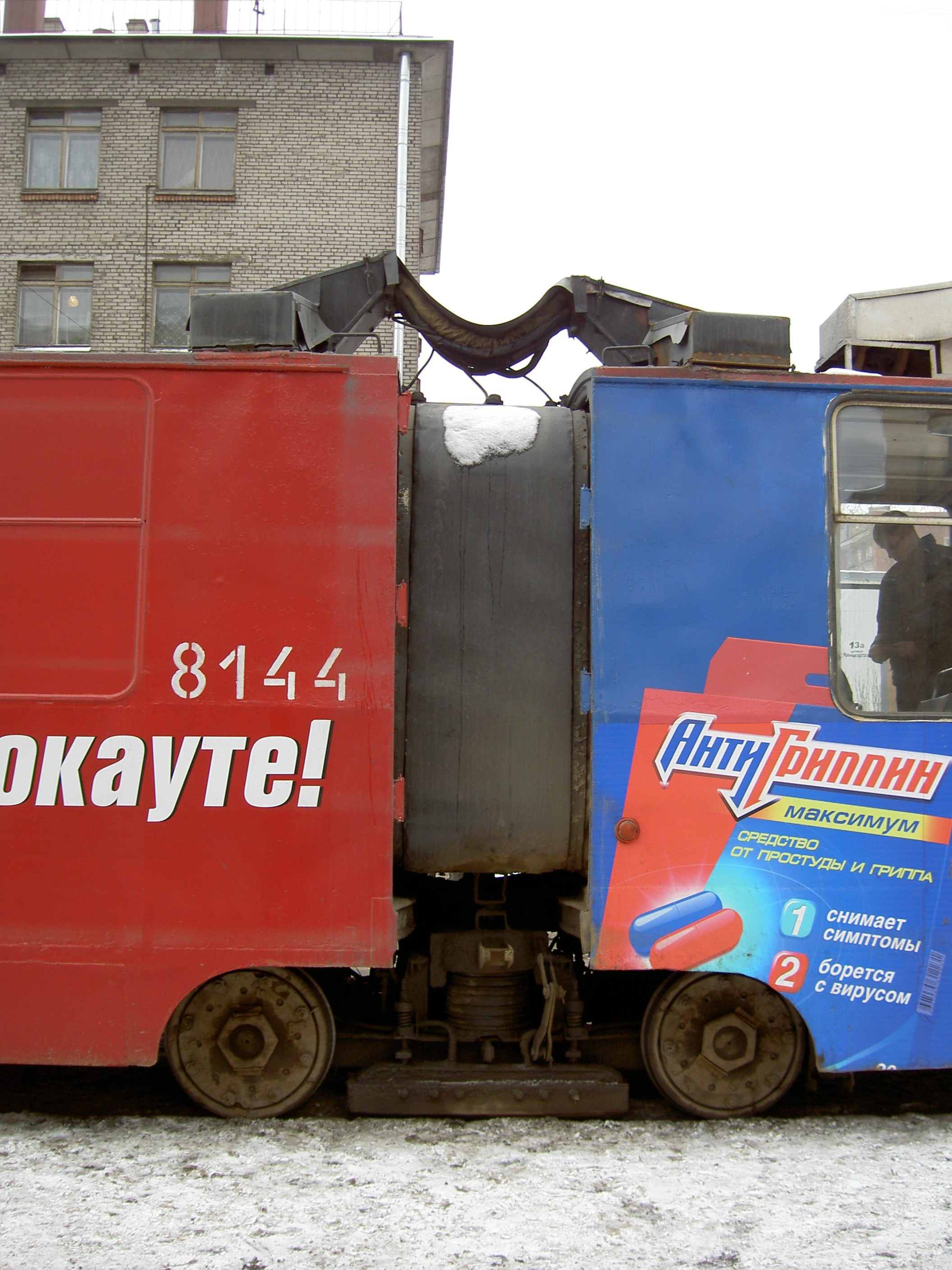
連接面（サンクトペテルブルク）
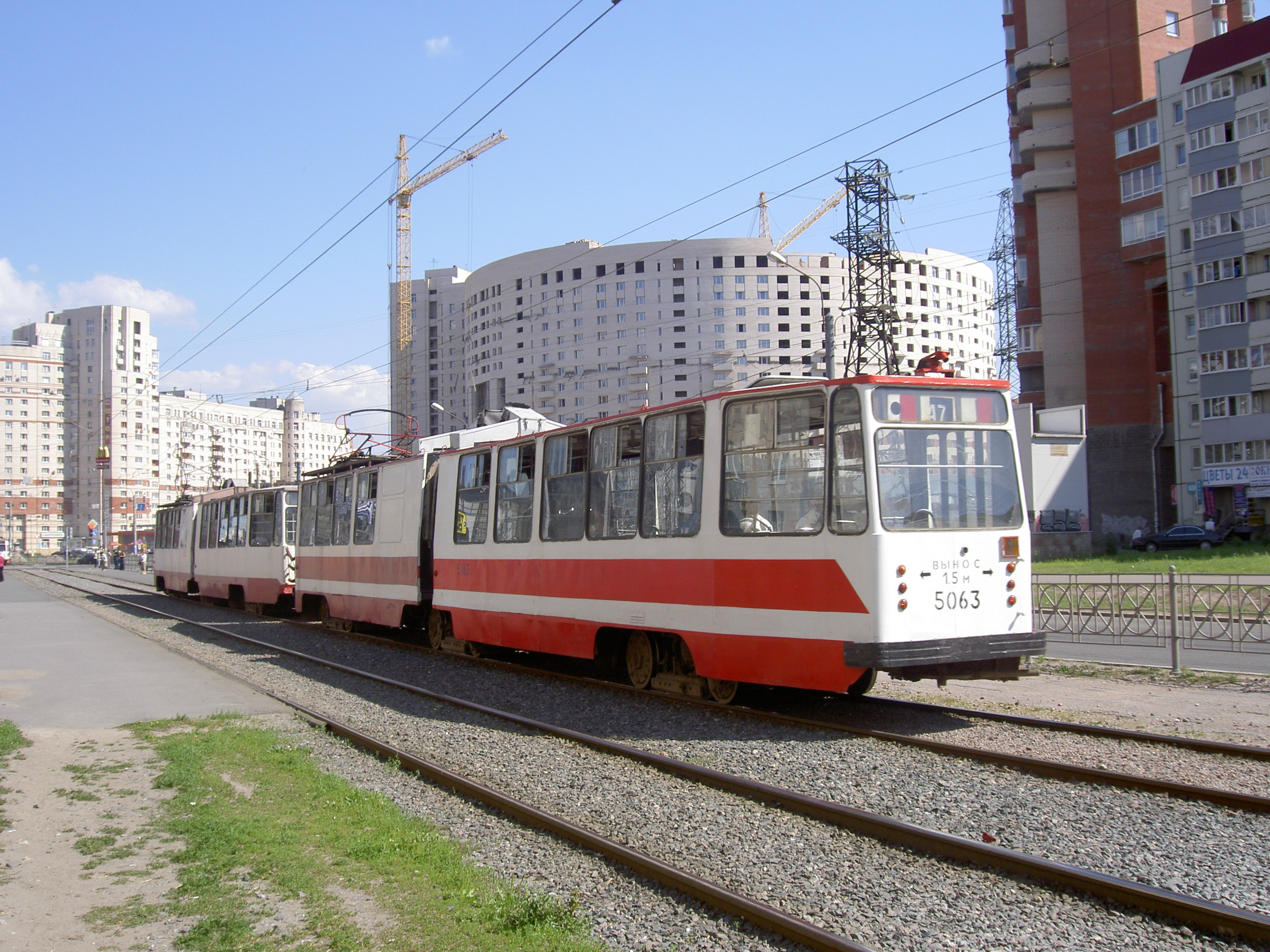
後方には運転台がない（サンクトペテルブルク）

## 運用・車種
1987年から製造が始まった最初の車両には、LM-68やLM-68Mと同様に制御装置に抵抗制御方式（RKSU、РКСУ）が用いられており、LVS-86K（ЛВС-86К）とも呼ばれていた。だが、抵抗制御方式を用いた制御装置は多湿なレニングラード（サンクトペテルブルク）の環境下では故障を防ぐため頻繁なメンテナンスが必要となり、低速運転時を筆頭にエネルギーの損失量も多い事が課題となっていた。そのため、1990年以降に製造された車両の一部は制御装置が電機子チョッパ制御方式（サイリスタ位相制御、TiSU、ТиСУ）に対応した機器に変更され、電力の回収が可能な回生ブレーキも搭載した事で従来の車両と比べて消費電力が25 - 28 %削減された。これらの車両は機器の違いによってLVS-86T（ЛВС-86Т）およびLVS-86M（ЛВС-86М）という形式名が付けられた。
また、同時期には技術の発展によって回転数の変更がスムーズに行われ、メンテナンスや消費電力削減の面で更に有利な三相誘導電動機が鉄道車両でも多く採用されるようになった。これを受け、三相誘導電動機とIGBT素子を用いたトランジスタ制御方式の制御装置を組み合わせたVVVFインバータ制御をロシア連邦で初めて採用した路面電車であるLVS-86A（ЛВС-86А）が1996年に1両試作された。試験においては電機子チョッパ制御のLVS-86との比較が行われ、前述した利点が実証された。
これらの形式を含め、LVS-86は1986年から1997年まで計485両が製造され、ほとんどの車両はレニングラード市電（現：サンクトペテルブルク市電）に導入されたが、LVS-86Tのうち6両はアルハンゲリスク市電に導入された。

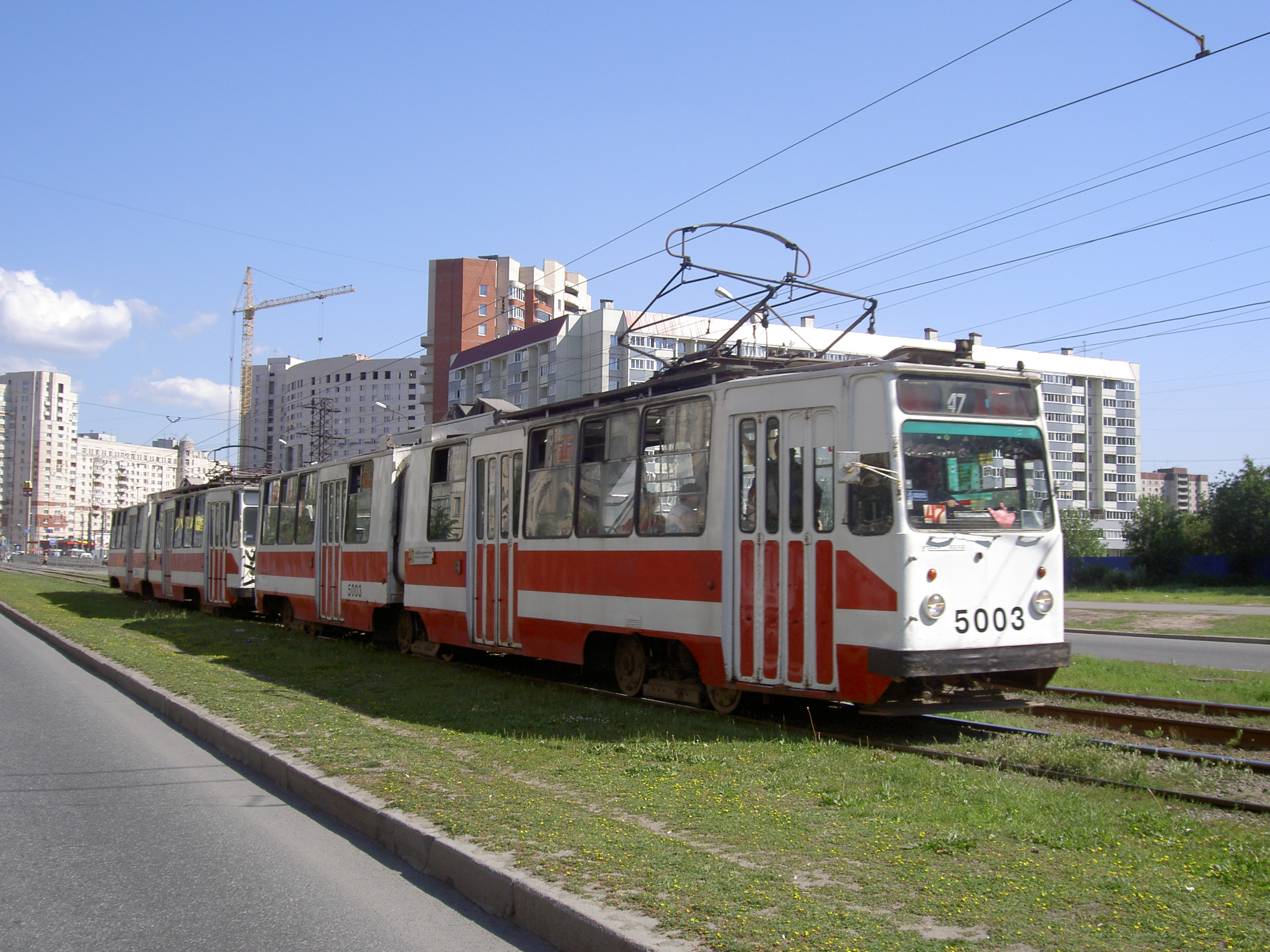
サンクトペテルブルク市電では連結運転も実施されている（2008年撮影）
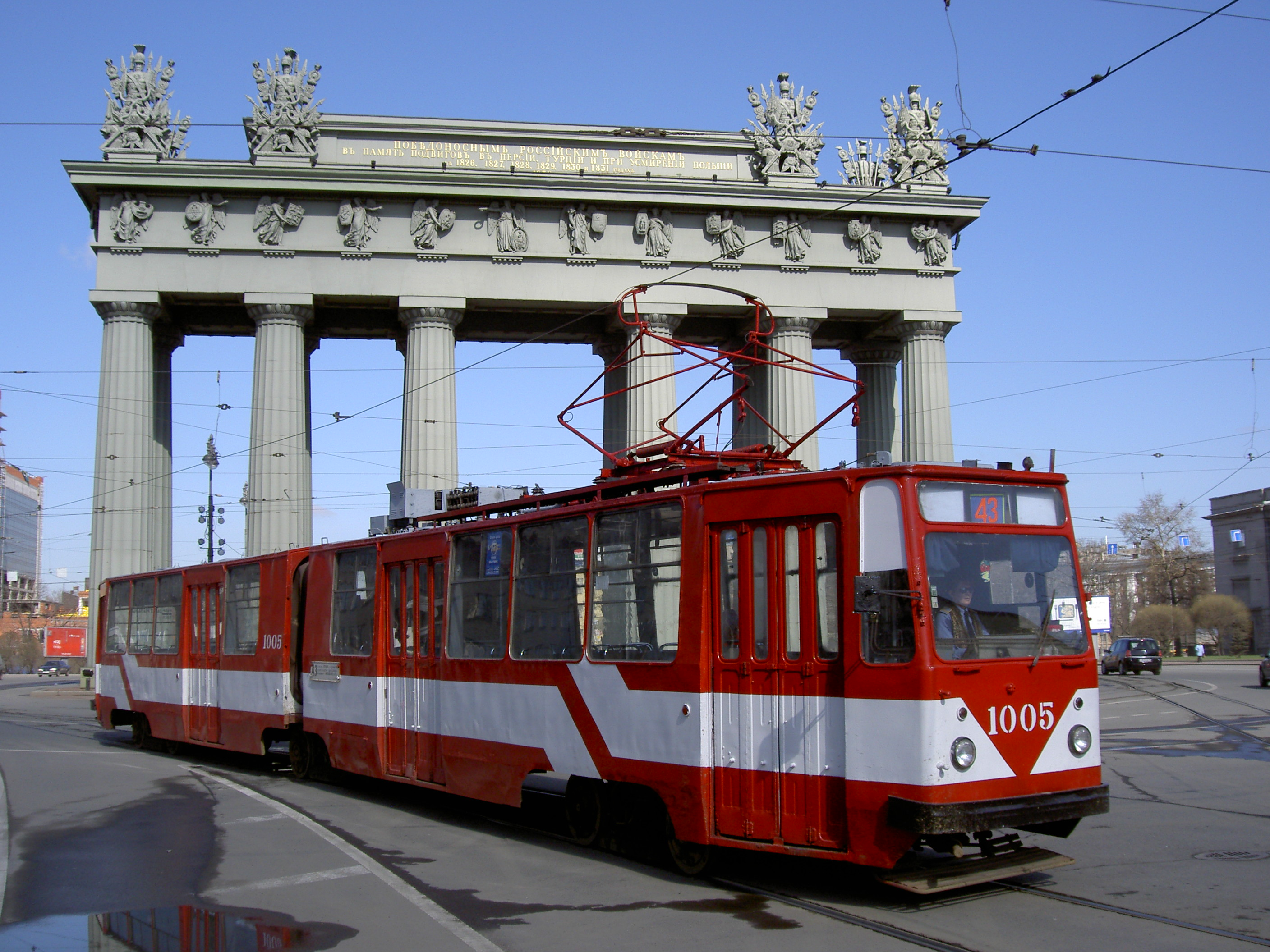
塗装が異なるLVS-86（サンクトペテルブルク市電、2008年撮影）
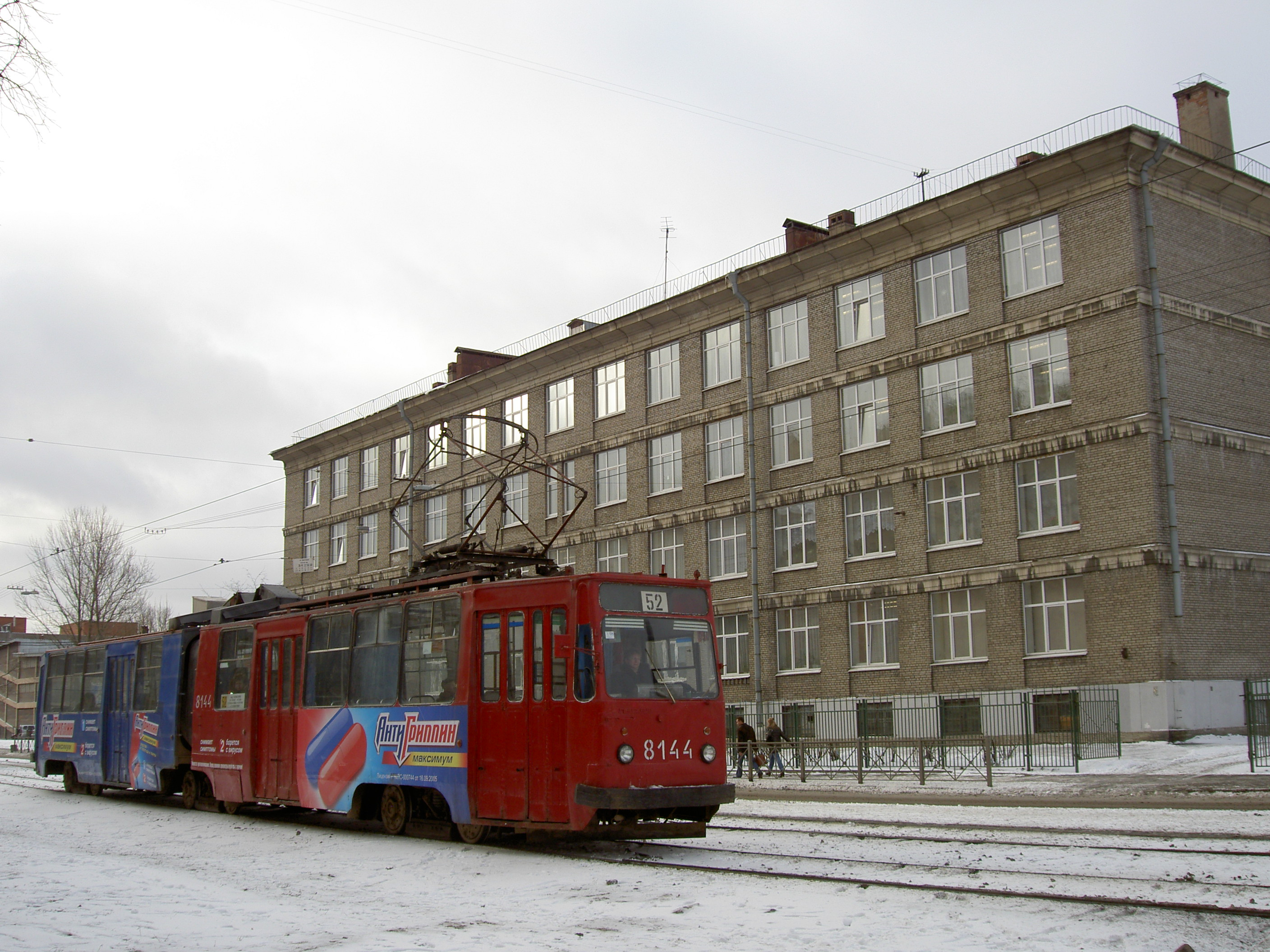
広告塗装（サンクトペテルブルク市電、2008年撮影）
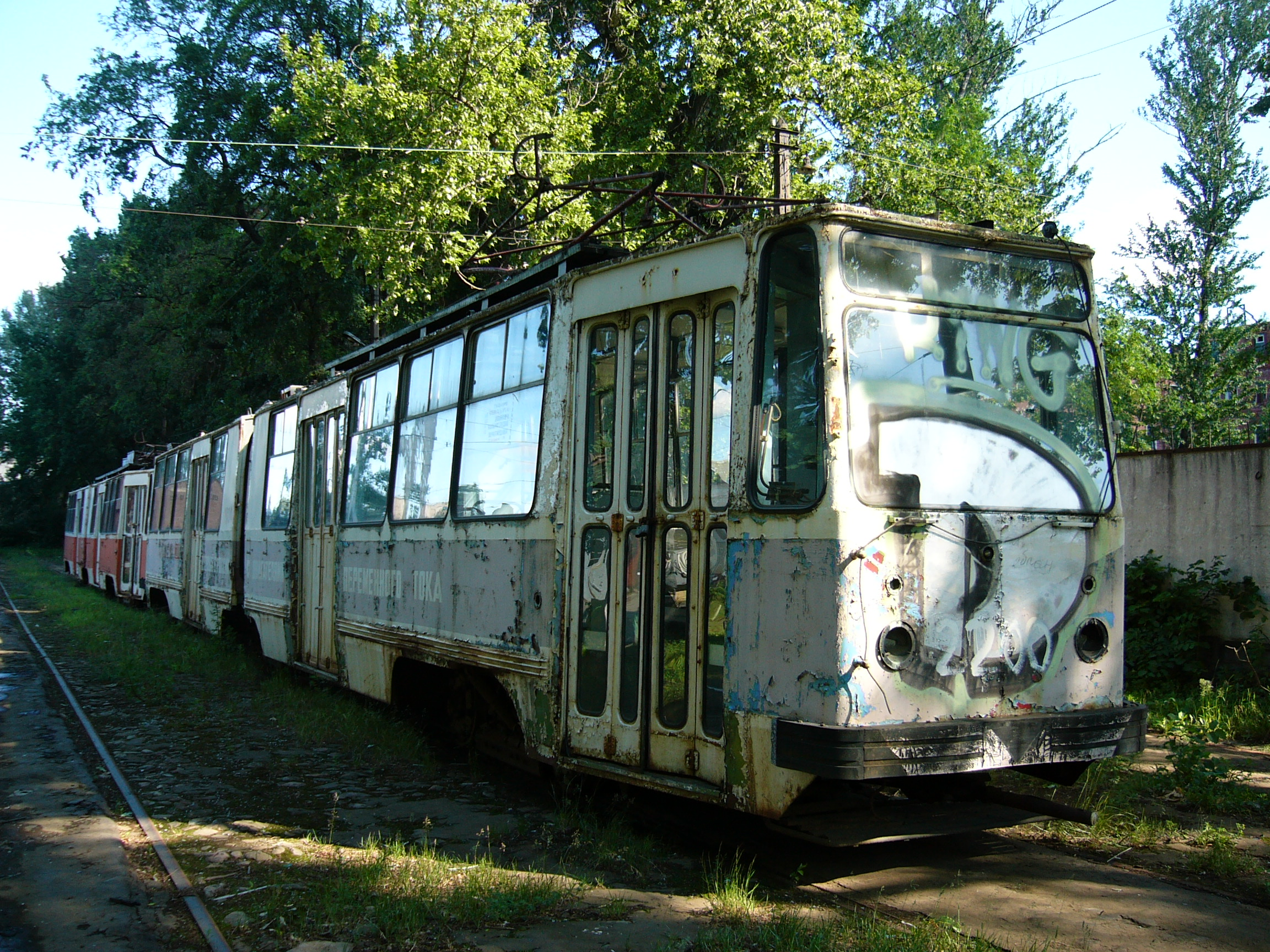
放置されているLVS-86A（2007年撮影）

## 改造
2012年以降、サンクトペテルブルク市電では長年の使用により腐食や老朽化が進んでいたLVS-86に対して更新工事を行っている。車体は安全確保のため構造が強化された他、多湿な環境下での腐食を防ぐため車体の外板がプラスチックに置き換えられ、先頭部も新しく作り替えられている。車内や座席も改装され、照明はLEDに交換されている。2016年の時点で122両のLVS-86が改造を受けており、以降も引き続き更新工事が実施されている。

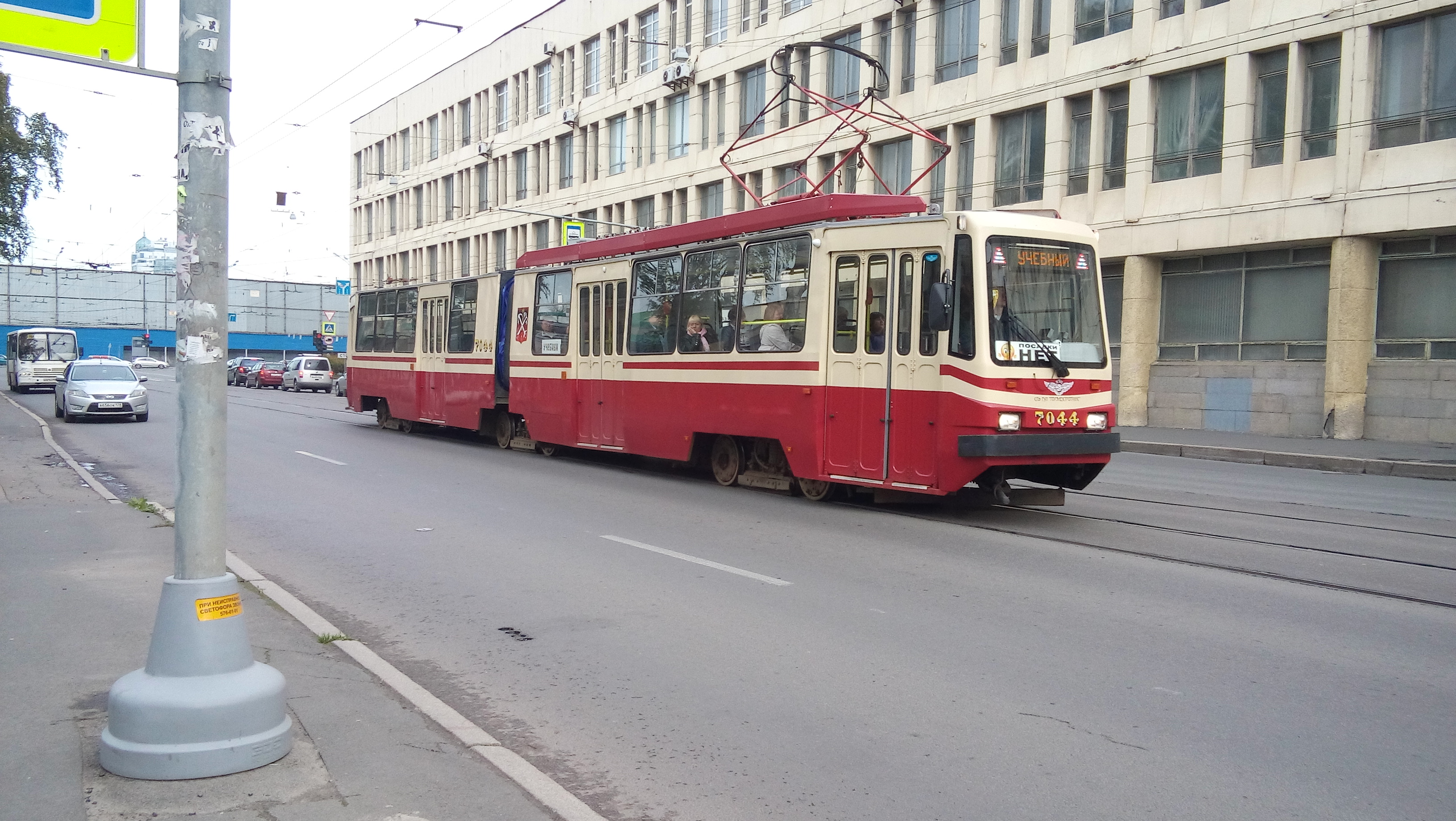
更新工事を受けたLVS-86（2016年撮影）
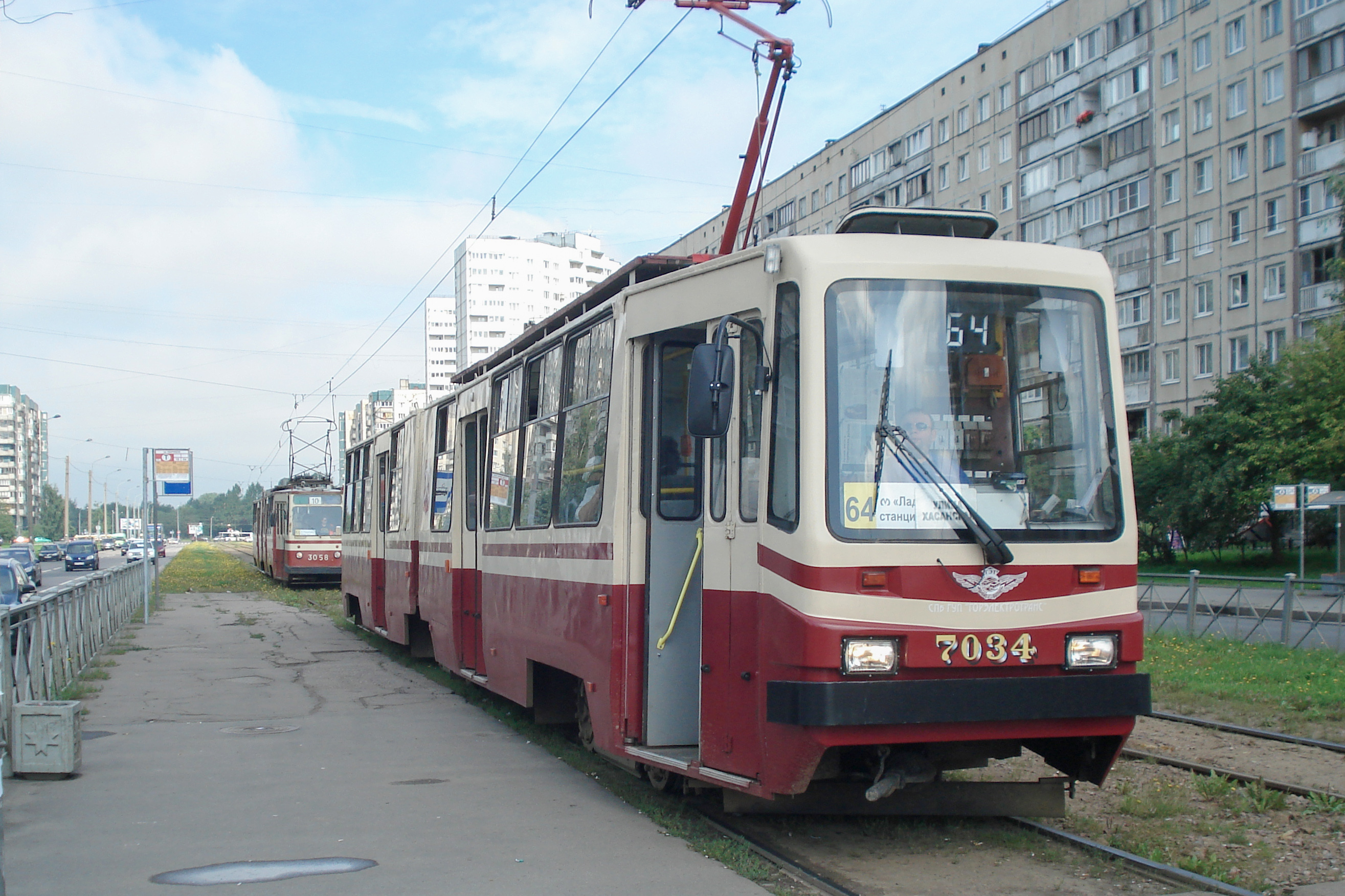
集電装置が交換された車両も存在する（2015年撮影）
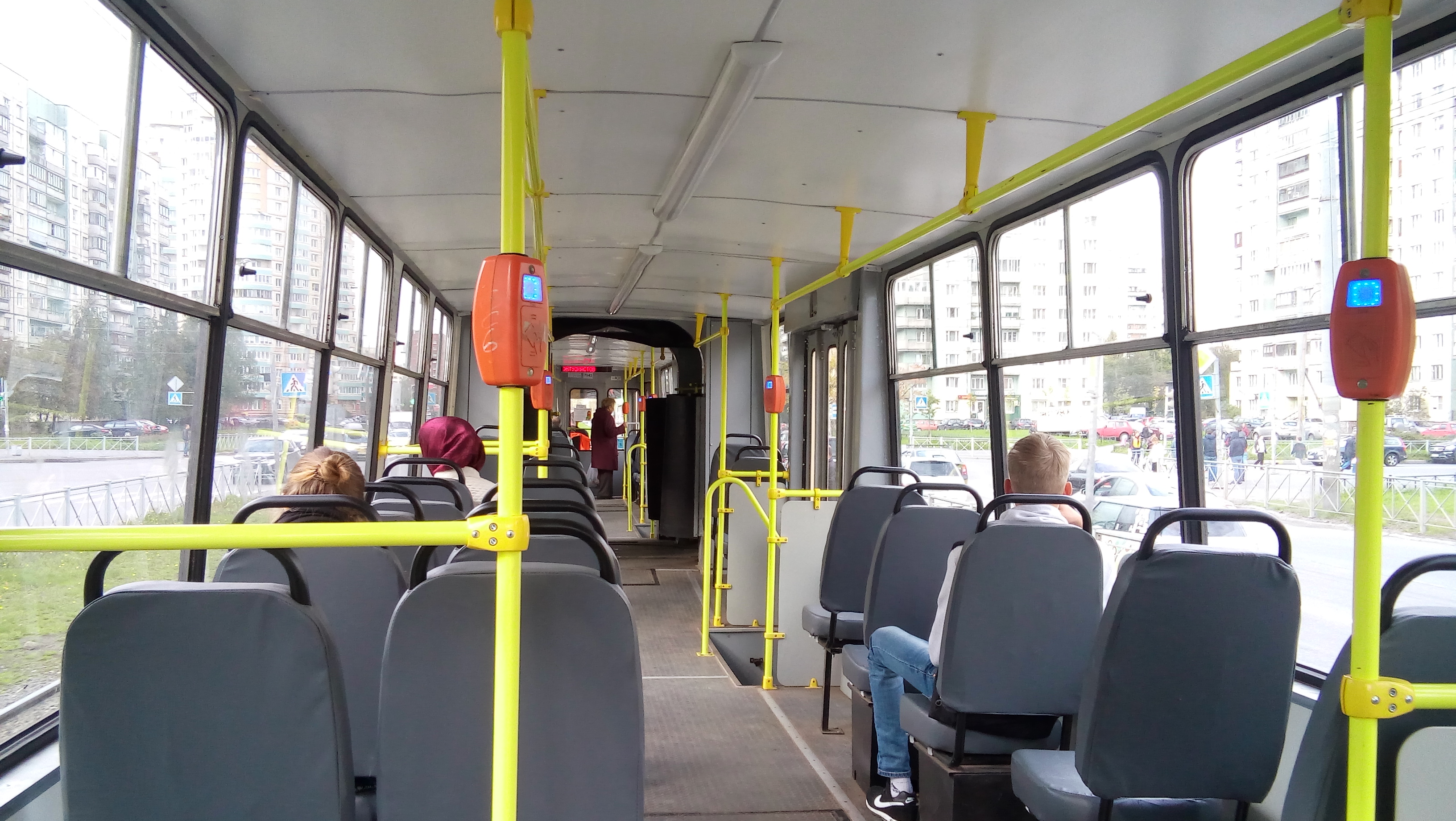
更新車両の内装（2016年撮影）

## 発展形式

### LVS-89（ЛВС-89）

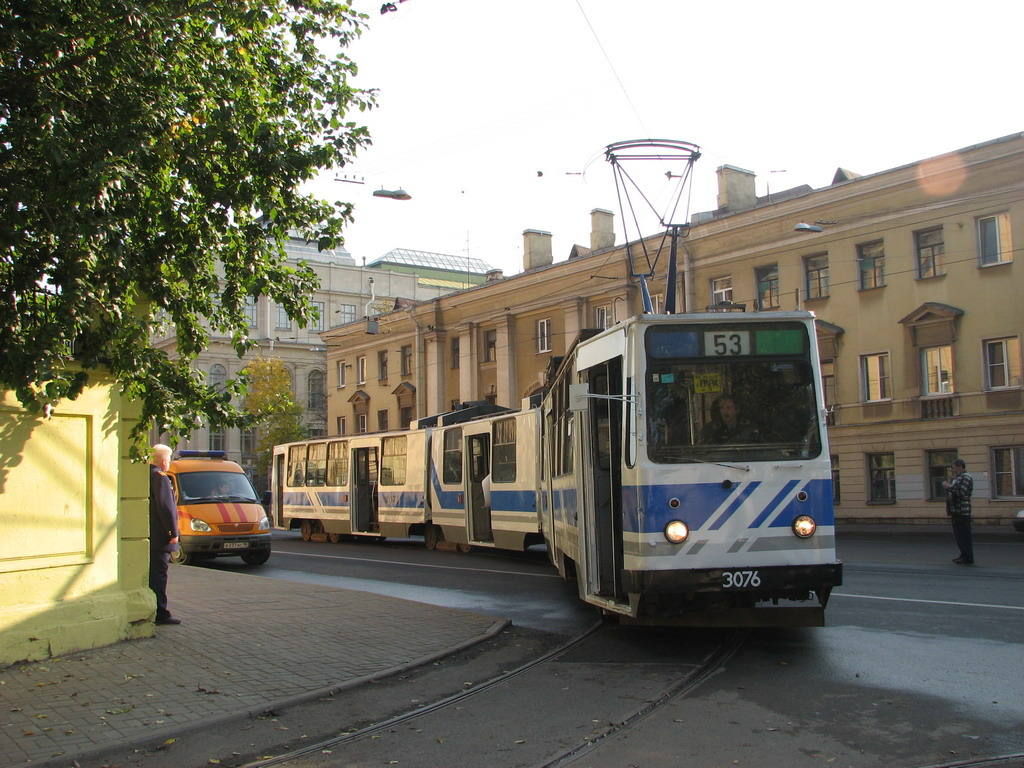
LVS-89

LVS-86以上の輸送量を確保するため、1989年に試作された3車体連接車。LVS-86に中間車体を増設した構造で、着席定員数は50人、最大400人の乗客を一度に輸送する事が出来た。製造当時1両単位で世界最長の路面電車車両としてギネスブックにも認定された一方、出力はLVS-86と変わらず、メンテナンス面の問題もあり量産は行われなかった。1990年から2006年まで営業運転に用いられた後、ペテルブルク電気車両博物館（Ретро-трамвай — петербургская классика）の収蔵品として動態保存されている。

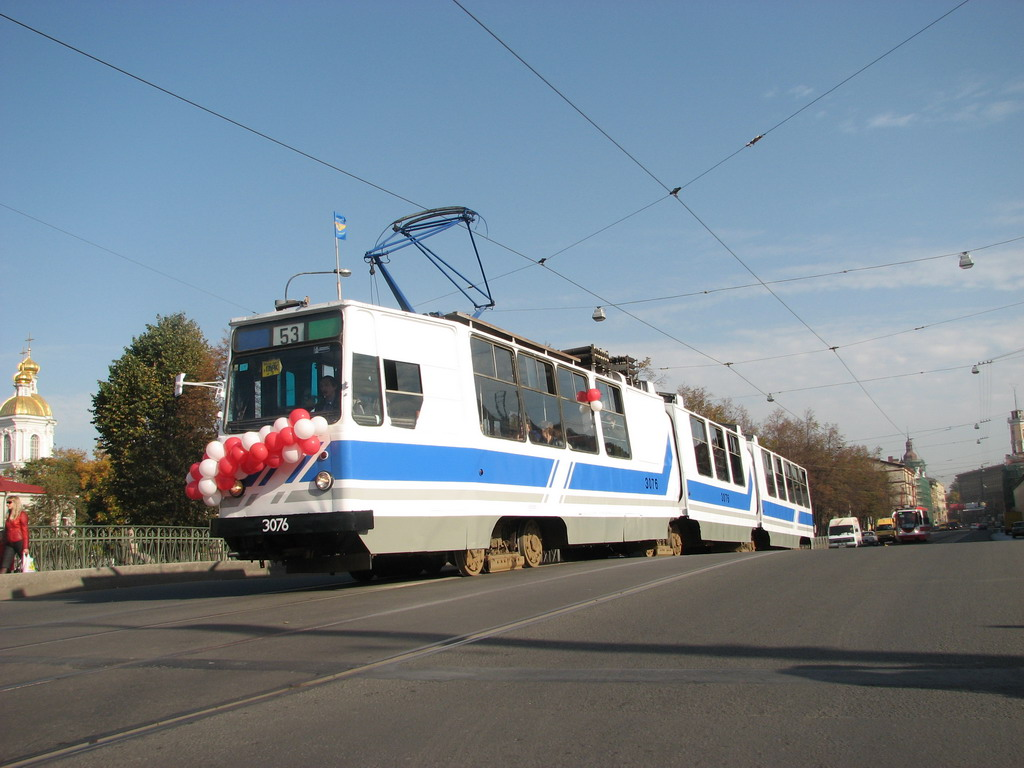
動態保存運転中のLVS-89（2007年撮影）
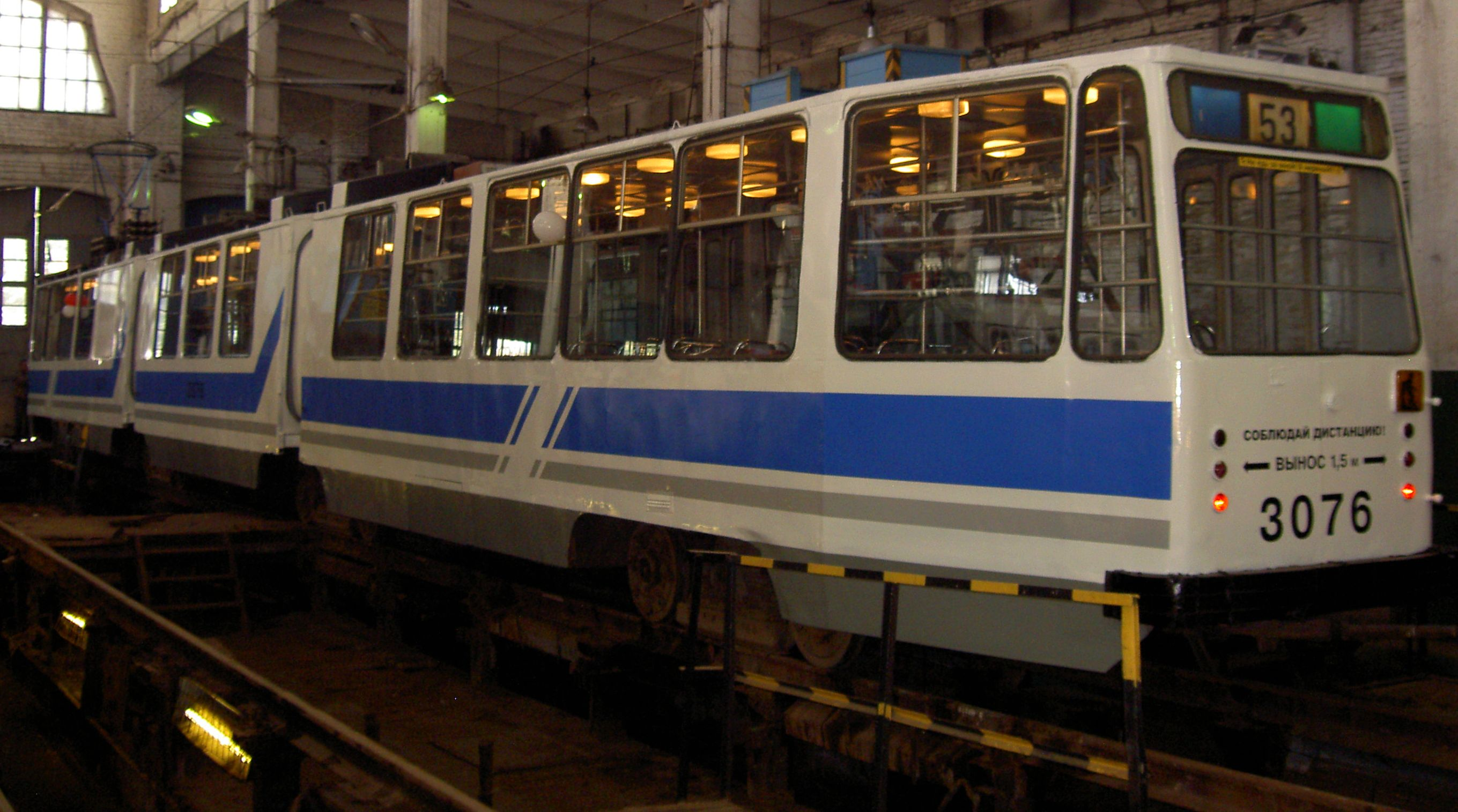
後方（2007年撮影）

### LVS-93（ЛВС-93）

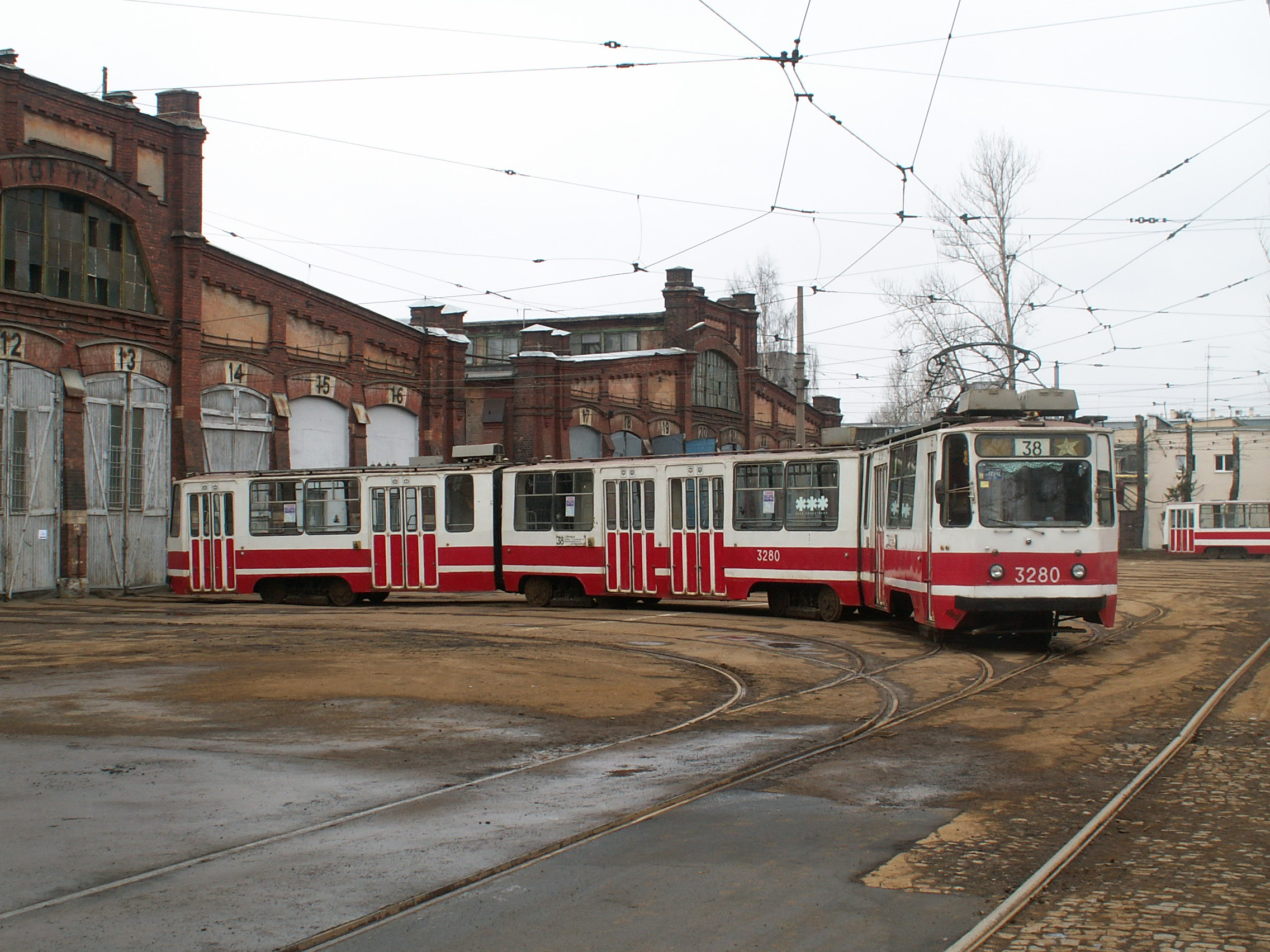
LVS-93

LVS-86を基に設計された3車体連接車。LVS-89とは異なり、編成中間の台車が連接部分ではなく中間車体に設置された。片運転台・両運転台双方の試作車が1両ずつ製造されたが量産には至らなかった。